# Gastrotheca guentheri
Gastrotheca guentheri és una espècie de granota de la família del hemipràctids. Va ser descrit com a Amphignathodon guentheri per George Albert Boulenger el 1882.
És una espècie nocturna, que viu de la vegetació, incloses les bromèlias arbòries, en hàbitats forestals, al costat de fonts d'aigua. Prefereix hàbitats no alterats, però es pot trobar a la vora del bosc secundari. Es reprodueix per desenvolupament directe, i els ous es porten en una bossa a l'esquena de la femella.

## Distribució
Viu als vessants delcostat de l'oceà Pacífic dels Andes a l'Equador (províncies de Pichincha i de Cotopaxi) i Colòmbia (departaments d'Antioquia i Nariño amb una bretxa entre les poblacions), entre 1200–2010 m d'altitud.
L'expansió agrícola (conreu i ramaderia), la desforestació i l'expansió dels assentaments de l'espècie invasora Homo sapiens sapiens són les principals amenaces, tot i que encara manquen dades per avaluar l'estat de conservació d'aquesta espècie.